# Етьєн Террюс

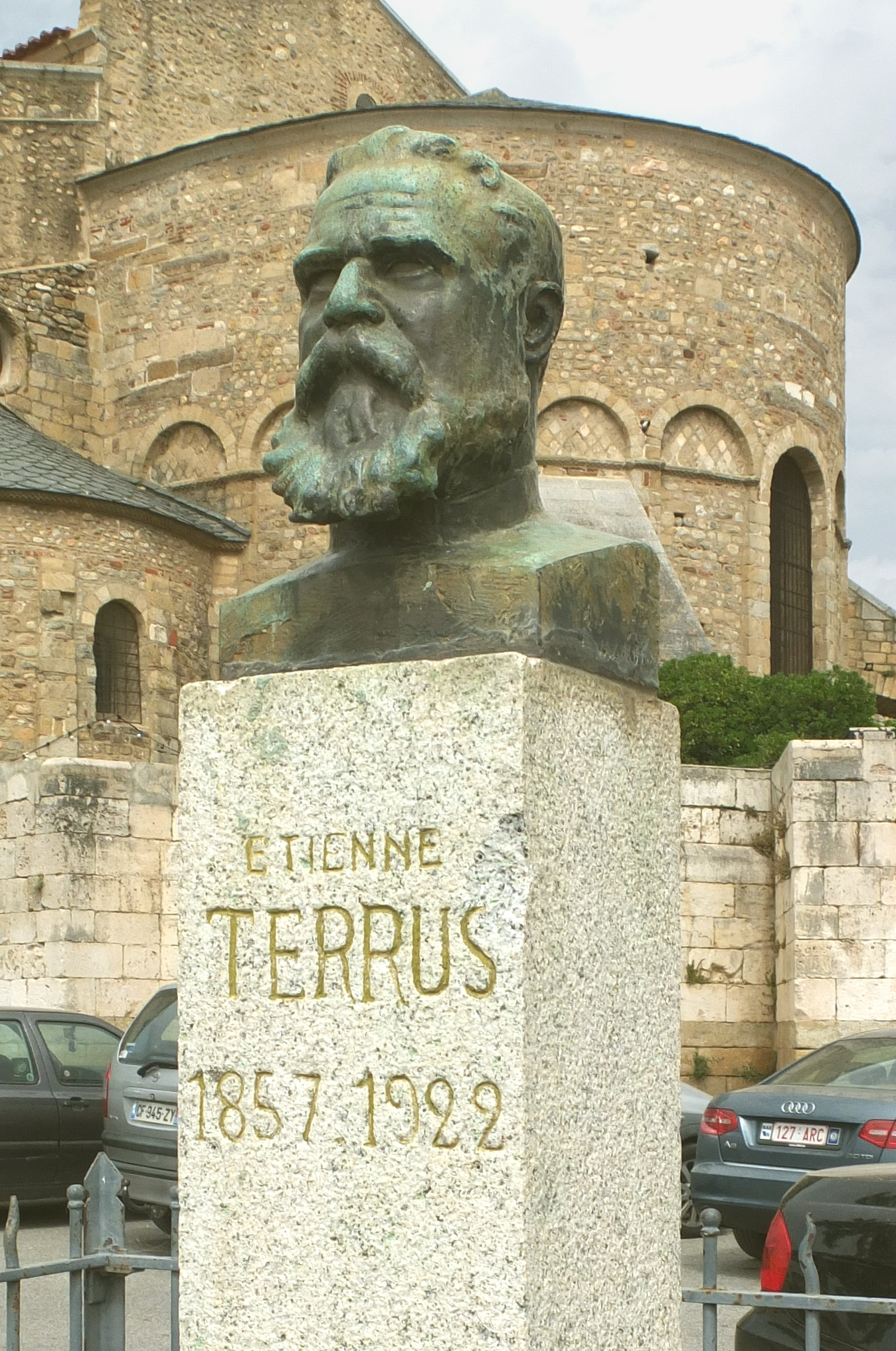
Бюст Террюса роботи Арістіда Майоля, Ельна.

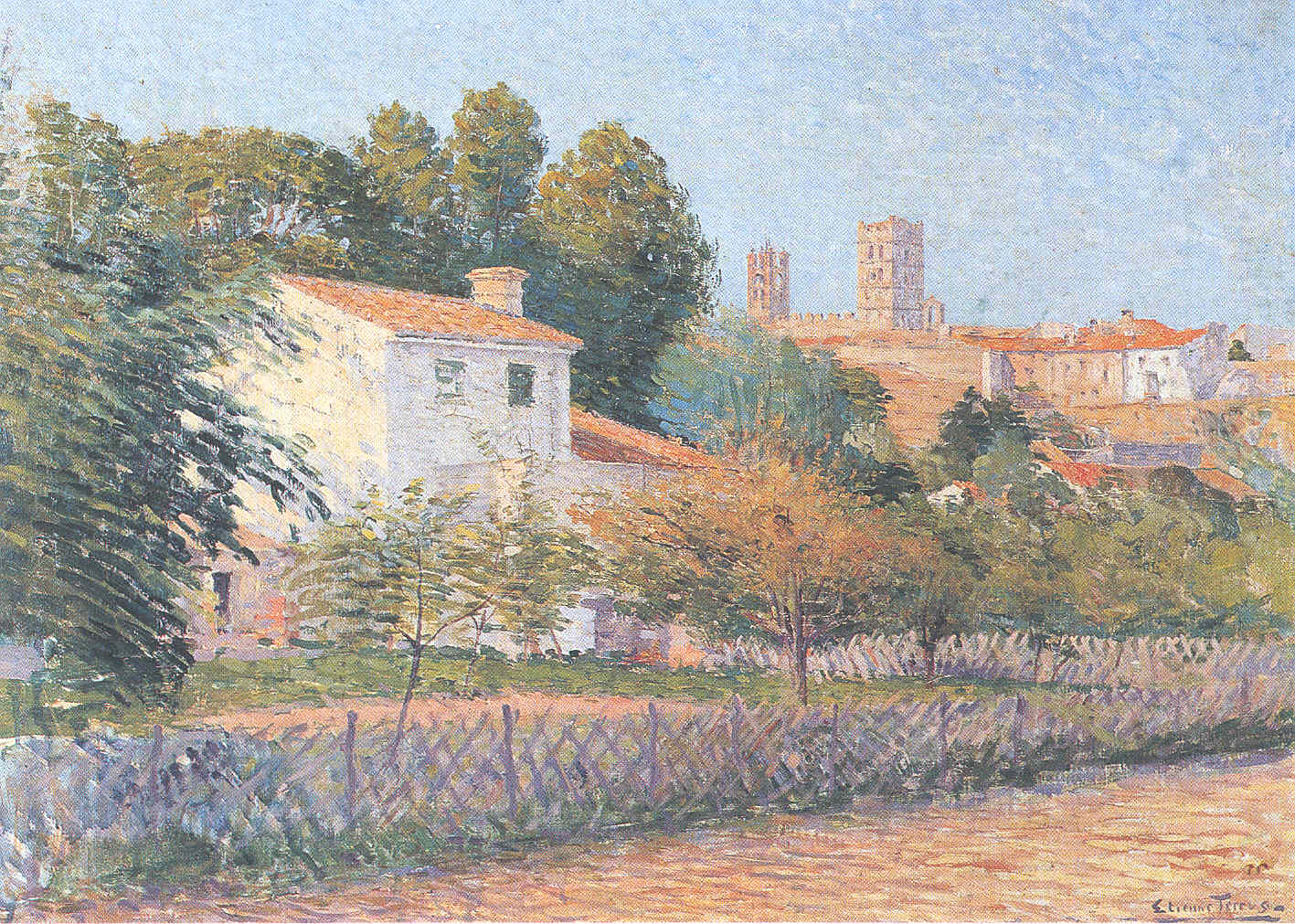
Вид на Ельну, Етьєн Террюс (1900)

Етьєн Террюс (фр. Étienne Terrus; 21 вересня 1857, Ельн, Східні Піренеї — 22 червня 1922 Ельн) — французький художник з провінції Руссільйон.

## Життєпис
У віці 17 років поїхав до Парижу, але згодом повернувся до Ельна, де й створив більшість своїх творів.
Він звик ходити з мольбертом, пишучи картини будь-де. Етьєн — один з засновників фовізму. За своє життя він був дуже високо цінувався такими художниками, як Джордж-Даніель де Монфре, Андре Дерен та Анрі Матісс, який був його другом по листуванню з 1905 по 1917 рік.
Також був знайомий з художником Арістидом Майолем. Після деякого часу забуття, роботи Етьєна було зібрано і показано на виставці «Ле-Руссійон — батьківщина сучасного мистецтва» в Перпіньяні 1998 року. 

### Музей
1994 року у рідному місті Етьєна Ельні було відкрито його музей. Протягом 24 років мерія міста витратила понад 160 тисяч євро на купівлю картин Террюса, збираючи його колекцію у музеї.
2018 року було виявлено, що більше половини музейних робіт є підробками. Це виявив один з експертів, помітивши, що частина будинків, зображених на картинках, була побудована вже після смерті митця.